# Manual del investigador
En el desarrollo de fármacos, el manual del investigador (IB, por sus siglas en inglés) es un documento extenso que resume el cuerpo de la información acerca de un producto en fase de investigación clínica ("IP", por sus siglas en inglés, o "fármaco de estudio") y que se obtiene durante un ensayo clínico. El manual del investigador es un documento de vital importancia durante todo el proceso de desarrollo de fármacos y se actualiza con nueva información a medida que esté disponible. El propósito del manual del investigador es compilar información relevante para los estudios de un producto en fase de investigación clínica en seres humanos que se reunieron durante ensayos preclínicos y otros ensayos clínicos.
Un manual del investigador tiene la intención de proporcionarle al investigador un conocimiento necesario para la administración de comportamiento de estudio y sujetos de estudio durante un ensayo clínico. Un manual del investigador puede introducir aspectos claves y medidas de seguridad de un protocolo de ensayo clínico, tales como:
- Dosis (del fármaco de estudio)
- Frecuencia del intervalo de administración
- Métodos de administración
- Procedimientos de control de seguridad

Un manual del investigador contiene una sección llamada "Resumen de datos y consejos para el investigador", en la cual el objetivo global es "proporcionarle una comprensión clara al investigador sobre cuáles son los riesgos posibles y las reacciones adversas, y cuáles son las pruebas concretas, observaciones y precauciones que pueden necesitarse para un ensayo clínico. Esta comprensión debería estar fundamentada en la información física, química, farmacéutica, farmacológica, toxicológica y clínica disponible en el/los producto/s en fase de investigación clínica. También se debería proporcionarle consejos al investigador clínico sobre el reconocimiento y tratamiento de una posible sobredosis y reacciones adversas a un fármaco que está basado en experiencias humanas anteriores y en la farmacología del producto en fase de investigación clínica".
El patrocinador es responsable de mantener actualizada la información en el manual del investigador. El manual del investigador debería ser revisado anualmente y debe ser actualizado cuando cualquier información nueva e importante esté disponible, como cuando un fármaco ha recibido aprobación para comercializar el producto y puede ser prescrito para ser utilizado comercialmente.
A causa de la importancia de que el manual del investigador se encargue de la seguridad de los seres humanos en ensayos clínicos, y como parte de su consejo sobre las buenas prácticas clínicas (BPC), la Administración de alimentos y medicamentos de Estados Unidos (FDA, por sus siglas en inglés) ha escrito leyes reglamentarias y consejos para redactar el manual del investigador, y la Conferencia Internacional sobre armonización de requisitos técnicos para el registro de productos farmacéuticos para uso humano (ICH, por sus siglas en inglés) ha preparado una serie de consejos detallados para la redacción del manual del investigador en la Unión Europea (UE), Japón, y Estados Unidos (EE. UU.)

## Documentos de guía
Como parte de su guía sobre buenas prácticas clínicas (BPC), la Conferencia Internacional sobre armonización de requisitos técnicos para el registro de productos farmacéuticos para uso humano (ICH) ha preparado un guía detallada para los contenidos del manual del investigador en la Unión Europea (UE), Japón, y Estados Unidos (EE. UU.).
Si se completaron varios ensayos clínicos, las tablas que resumen las conclusiones de los distintos estudios pueden ser muy útiles para demostrar los resultados en, por ejemplo, diferentes poblaciones de pacientes o diferentes indicios.
- Código de regulaciones federales, título 21, parte 312, solicitud de consideración de producto en fase de investigación
- Código de regulaciones federales, título 21, parte 312, solicitud de consideración de producto en fase de investigación
- Código de regulaciones federales, título 21, parte 201.56 (y parte 201.57)
- Guía del CDER para la industria. Sección de reacciones adversas de etiquetado para fármacos prescripción para humanos y productos biológicos — Contenido y formato.
- Guía del CDER para la industria. Sección de estudios clínicos de etiquetado para fármacos de prescripción para humanos y productos biológicos — Contenido y formato.
- Guía del CDER para la industria. Estimación de la dosis inicial segura máxima en ensayos clínicos iniciales para el tratamiento sobre voluntarios adultos sanos.